# Thủy điện Nậm Giôn
Thủy điện Nậm Giôn là thủy điện xây dựng trên dòng Nậm Giôn  tại xã Nậm Giôn huyện Mường La và xã Chiềng Ơn huyện Quỳnh Nhai, tỉnh Sơn La, Việt Nam.
Thủy điện Nậm Giôn có công suất lắp máy 20 MW với 2 tổ máy, khởi công tháng 9/2009, hoàn thành tháng 10/2014 .
Nhà máy điện đặt ven bờ trái sông Đà, cách đập chính cỡ 3200 m hướng nam tây nam.

## Nậm Giôn
Nậm Giôn là phụ lưu cấp 1 của sông Đà , bắt nguồn từ các suối ở vùng núi ở phần bắc xã Chiềng Khay huyện Quỳnh Nhai tỉnh Sơn La, chảy uốn lượn về hướng nam 21°50′57″B 103°39′18″Đ / 21,84917°B 103,655°Đ.
Đến xã Mường Giôn sông đổi hướng đông nam, sau đó chảy qua các xã Mường Giôn, Chiềng Ơn. Đến xã Nậm Giôn thì sông đổi hướng nam, đổ vào sông Đà bên bờ trái ở bản Pá Giôn 21°34′21″B 103°48′26″Đ / 21,5725°B 103,80722°Đ.

## Chỉ dẫn
1. ↑  Trong tiếng Tày-Thái "Nậm" đã có nghĩa là nước, sông, suối.